# لشکر ۸۱ پیاده (ایالات متحده آمریکا)
لشکر ۸۱ پیاده (انگلیسی: 81st Infantry Division) لشکر پیاده‌نظام نیروی زمینی ایالات متحده آمریکا و تحت امر ذخیره نیروی زمینی ایالات متحده آمریکا است، که در سال ۱۹۱۷ تأسیس شد.
لشکر ۸۱ پیاده یکی از تشکیلات ارتش ایالات متحده بود که در طول جنگ جهانی اول سازماندهی شده بود. پس از جنگ جهانی اول، لشکر ۸۱ به عنوان یک لشکر کادری «اسکلت‌بندی شده» به نیروی ذخیره سازمان‌یافته اختصاص داده شد. در سال ۱۹۴۲، این لشکر دوباره فعال و به عنوان لشکر ۸۱ پیاده نظام سازماندهی شد و در طول جنگ جهانی دوم در جبهه اقیانوس آرام خدمت کرد. پس از جنگ جهانی دوم، لشکر ۸۱ پیاده نظام به عنوان یک لشکر کادری کلاس سی به نیروی ذخیره سازمان‌یافته (که پس از سال ۱۹۵۲ به عنوان ذخیره نیروی زمینی ایالات متحده شناخته می‌شد) اختصاص داده شد و در آتلانتا، جورجیا مستقر شد. لشکر ۸۱ پیاده در طول جنگ سرد هیچ خدمت فعالی نداشت و در سال ۱۹۶۵ غیرفعال شد.
در سال ۱۹۶۷ این لشکر برای استفاده توسط فرماندهی ۸۱ ذخیره ارتش دوباره فعال شد. از سال ۱۹۶۷ تا ۱۹۹۵، فرماندهی ۸۱ در ایست پوینت، جورجیا مستقر بود و واحدهای ذخیره ارتش را در جورجیا، کارولینای جنوبی، پورتوریکو و بخش‌هایی از کارولینای شمالی، فلوریدا و آلاباما فرماندهی و کنترل می‌کرد. در طول این مدت، لشکر ۸۱ مسئول استقرار واحدهای ذخیره ارتش ایالات متحده در ویتنام، جنوب غربی آسیا و منطقه بالکان بود. در سال ۱۹۹۶، لشکر ۸۱ به بیرمنگام، آلاباما منتقل شد و این اولین باری بود که این یگان از زمان بسیج خود در سال ۱۹۴۲ در کمپ راکر، به آلاباما بازگشت. پس از این جابجایی، این لشکر (به همراه لشکر ۱۲۱ ذخیره از بیرمنگام، آلاباما ۱۹۶۸–۱۹۹۲) به عنوان فرماندهی ۸۱ پشتیبانی منطقه‌ای سازماندهی مجدد شد و مسئولیت فرماندهی و کنترل تمام واحدهای ذخیره ارتش در جنوب شرقی ایالات متحده و پورتوریکو را بر عهده داشت.
در سال ۲۰۰۳، هنگ ۸۱ پیاده به عنوان فرماندهی ۸۱ آمادگی منطقه‌ای سازماندهی مجدد شد، اما اساساً همان مأموریت قبلی خود را حفظ کرد. در سپتامبر ۲۰۰۸، هنگ ۸۱ در بیرمنگام، آلاباما غیرفعال شد. به جای آن، یک فرماندهی ۸۱ پشتیبانی منطقه‌ای سازماندهی مجدد شده در فورت جکسون، کارولینای جنوبی فعال شد. برخلاف واحدهای قبلی، هنگ ۸۱ جدید مأموریت اساساً متفاوتی داشت. در عوض، هنگ ۸۱ پشتیبانی عملیات پایه را به ۴۹۷ واحد ذخیره ارتش در نه ایالت جنوب شرقی به علاوه پورتوریکو و جزایر ویرجین ایالات متحده ارائه داد. با ارائه خدمات و مراقبت‌های ضروری به مشتریان، هنگ ۸۱ قصد داشت به فرماندهی‌های عملیاتی، عملکردی و آموزشی پشتیبانی شده کمک کند تا بر مأموریت اصلی واحد خود تمرکز کنند و در نهایت نیازهای نیرو را برای فرماندهان رزمی جهانی برآورده کنند. در سال ۲۰۱۸، گروهان ۸۱ آمادگی رزمی به‌طور موقت به عنوان لشکر ۸۱ آمادگی نامگذاری مجدد شد و برای کسب مسئولیت‌های اضافی از سایر فرماندهی‌های عملیاتی ذخیره ارتش علاوه بر مأموریت پایدار تعیین شد.
در ۱ اکتبر ۲۰۱۸، گروهان ۸۱ آمادگی رزمی رسماً به عنوان لشکر ۸۱ آمادگی سازماندهی مجدد شد.